# Мело (Сондрио)
Мело (итал. Mello) је насеље у Италији у округу Сондрио, региону Ломбардија.
Према процени из 2011. у насељу је живело 834 становника. Насеље се налази на надморској висини од 698 м.

## Становништво
Према резултатима пописа становништва 2011. у општини је живело 1.001 становника.
| 1931. | 1936. | 1951. | 1961. | 1971. | 1981. | 1991. | 2001. | 2011. |
| ----- | ----- | ----- | ----- | ----- | ----- | ----- | ----- | ----- |
| 1.521 | 1.359 | 1.300 | 1.272 | 1.145 | 970   | 965   | 985   | 1.001 |